# Orpheus-Statue (Düren)

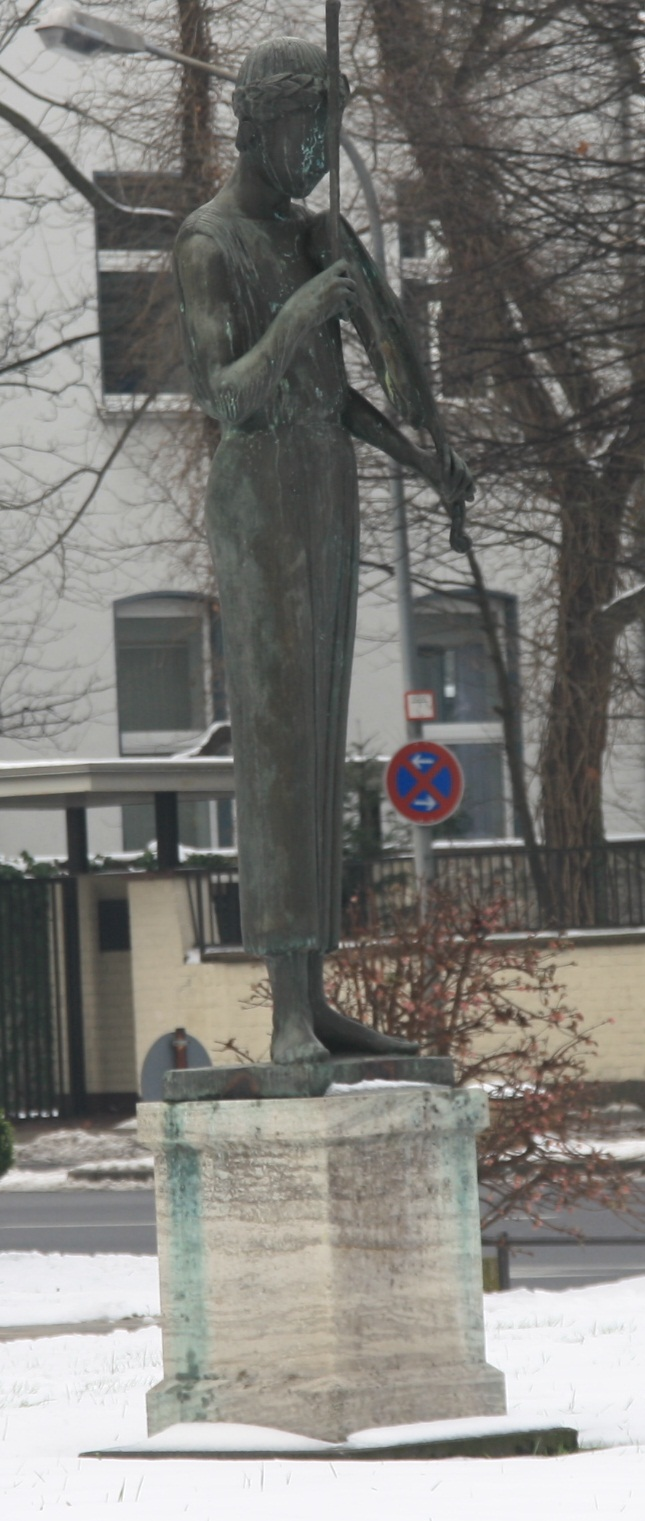
Die Orpheus-Statue

Die Orpheus-Statue in der nordrhein-westfälischen Kreisstadt Düren ist eine nicht signierte und datierte Bronzefigur. Es handelt sich um einen Abguss der Originalstatue von 1959. Sie wurde dem Leopold-Hoesch-Museum zu seinem 75. Geburtstag 1980 von der Dürener Industrie geschenkt und stand ab 1984, bis das Museum den neuen Anbau erhielt, seitlich rechts vom Eingang.
Geschaffen wurde die Orpheus-Statue 1959 von dem Künstler Gerhard Marcks, der sich wiederholt in Zeichnungen und Holzschnitten mit dem Orpheusmythos befasste, der für ihn Künstler, aber auch Liebender und Suchender war. Mit seiner Bronzeplastik schuf er einen lorbeerbekränzten, ganz in sich versunken dastehenden jungen Künstler, barfuß, in schlichtem griechischen Gewand und – vollkommen unüblich für eine Orpheus-Darstellung – mit Geige statt mit Lyra, dem klassischen griechischen Instrument.
Orpheus ist nicht im Spiel eingefangen. Er hält den Geigenbogen hoch, die Stirn neigt sich diesem entgegen, die Geige ist gesenkt. Entweder ist die Konzentration des Künstlers kurz vor dem Spiel eingefangen oder – was wahrscheinlicher erscheint – der Moment direkt nach dem Spiel. Die Augen des Künstlers sind geschlossen, es geht eine leise Melancholie von diesem Orpheus aus und eine faszinierende Zeitlosigkeit.
Mit seinem neuen Standort vor der Musikschule Ecke August-Klotz-Straße/Tivolistraße ist er mehr 
in den Blickpunkt gerückt.